# Clifton Powell
Clifton Powell (Washington D.C., 16 maart 1956) is een Amerikaans acteur, filmproducent en filmregisseur. 

## Carrière
Clifton Powell acteerde reeds in meer dan 260 films en televisieseries. Hij speelde Chauncy in Menace II Society, maar het meest bekend is hij wellicht als de stem van Big Smoke in het computerspel Grand Theft Auto: San Andreas.

## Filmografie

### Films
Selectie:
- 2017 All Eyez on Me - als Floyd
- 2008 Street Kings – als sergeant Green
- 2007 Norbit – als Earl Latimore
- 2005 Knights of the South Bronx – als Cokey
- 2004 Ray – als Jeff Brown
- 1998 Rush Hour – als Luke
- 1998 The Pentagon Wars – als sergeant Benjamin Dalton
- 1993 Menace II Society – als Chauncy
- 1993 Conflict of Interest – als rechercheur Oakes

### Televisieseries
Uitgezonderd eenmalige gastrollen.
- 2024 Fight Night: The Million Dollar Heist - als Mushmouth Rowe - 4 afl.
- 2023 Legacy - als Hawk - 3 afl.
- 2018-2022 The Family Business - als oom Lou - 12 afl.
- 2016-2022 Saints & Sinners - als Rex Fisher - 40 afl.
- 2020-2021 The Last O.G. - als Big Mike - 3 afl.
- 2021 The Urbans - als DJ Frankie Snow - 2 afl.
- 2020 Chase Street - als Earl - 7 afl.
- 2020 The Last O.G. - als Big Mike - 2 afl.
- 2018-2019 Black Lightning - als eerwaarde Jeremiah Holt - 15 afl.
- 2018-2019 Hawaii Five-0 - als Percy Grover jr. - 2 afl.
- 2017 Chase Street - als Earl - 5 afl.
- 2013 JD Lawrence's Community Service – als bisschop Nixon – 3 afl.
- 2012 Unsupervised – als coach Durham – 4 afl.
- 2009-2010 Army Wives – als Terrence Price – 6 afl.
- 2006 Eve – als Yusef – 2 afl.
- 1997-2001 Moesha – als R.C. – 4 afl.
- 1999 Ryan Caulfield: Year One – als luitenant Keith Vaughn – 2 afl.
- 1998 In the House – als Eddie – 2 afl.
- 1995 Simon – als John Doe – 3 afl.
- 1994 South Central – als Ray Deavers – 2 afl.
- 1992-1994 Roc – als Andre Thompson – 7 afl.
- 1993-1994 The Sinbad Show – als Eddie - 3 afl.
- 1993 In the Heat of the Night – als Henry Cowen – 2 afl.

### Computerspellen
- 2004 Grand Theft Auto: San Andreas – als Melvin 'Big Smoke' Harris (stem, hoofdrol)

### Filmproducent
- 2023 Kevin Samuels: Hate or Truth - biografie
- 2022 The Next 24 Hours - film
- 2021 Moonlight Soul - film
- 2018 Couples' Night - film
- 2017 Chasing Titles Vol. 1 - korte film
- 2015 The Freight Rider - korte film
- 2014 The North Star – film
- 2012 The House of Malik – film
- 2012 Nicki: A Hip Hop Love Story – film
- 2005 Golden Empire – film

### Filmregisseur
- 2017 Chase Street - televisieserie - 1 afl.
- 2009 There's a Stranger in my House – film
- 2009 Man of Her Dreams – film

- Bibliothèque nationale de France: cb14635288c (data)
- International Standard Name Identifier: 0000 0000 4553 2503
- Library of Congress Control Number: no99075625
- MusicBrainz: 616b2f14-e187-4f1f-af49-a88948eba065
- Nationale Bibliotheek van Tsjechië: osd2014813472
- Nationale Bibliotheek van Israël: 987007457492605171
- Système universitaire de documentation: 095145850
- Virtual International Authority File: 14410072
- WorldCat: E39PBJwhCQcKwJW6yF7YKFHKVC